# Lophogaster affinis
Lophogaster affinis är en kräftdjursart. Lophogaster affinis ingår i släktet Lophogaster och familjen Lophogastridae. Inga underarter finns listade i Catalogue of Life.